# Pavel Složil
Pavel Složil (* 29. prosince 1955, Opava, Československo) je bývalý československý profesionální tenista a tenisový trenér, který svých nejlepších sportovních úspěchů dosáhl ve čtyřhře.

## Profesionální kariéra
Na klubové úrovni byl hráčem Slavie Praha IPS. Jako reprezentant se v letech 1974–1975 společně s Tomášem Šmídem zasloužil o dvojnásobný zisk ČSSR v soutěži Galeova poháru. V roce 1980 byl členem vítězného týmu v Davis Cupu, ve finálovém zápase se na kurt nedostal. V roce 1978 zvítězil na French Open ve smíšené čtyřhře spolu s Renátou Tomanovou. V roce 1979 se probojoval ve dvouhře do finále turnaje ATP v Kitzbühlu (Rakousko), v roce 1981 zvítězil na turnaji v Nancy (Francie) a v roce 1985 v Kitzbühlu. Následovaly úspěchy ve čtyřhře, kdy za svou kariéru dokázal zvítězit na 31 turnajích ATP (čtyřhra) a na dalších 30 turnajích vypadl se svým partnerem až ve finále (včetně finálové účasti na French Open v roce 1984). Na žebříčku ATP pro čtyřhru byl nejlépe postaven v roce 1985 na 4. místě, ve dvouhře pak v roce 1984 na 35. místě. V letech 1978–1986 byl také členem daviscupového týmu, s bilancí zápasů 7–2 (vítězství-prohry) ve čtyřhře a 4–2 ve dvouhře. Je členem československého vítězného týmu Davis Cupu z roku 1980.

## Trenérská činnost
Po skončení aktivní kariéry se věnoval trénování. Mezi jeho svěřenkyně patřily např. Steffi Grafová, Jennifer Capriatiová, Magdalena Malejevová nebo Anna Kurnikovová.
Od roku 2004 je tenisovým ředitelem v soukromém World Tennis Clubu ve floridském Naples.

## Vítězství na turnajích ATP (čtyřhra) (31)
| Poř. | Rok  | Turnaj                | Povrch  | Spoluhráč         | Soupeři                           | Výsledek       |
| ---- | ---- | --------------------- | ------- | ----------------- | --------------------------------- | -------------- |
| 1.   | 1981 | Florencie, Itálie     | Antuka  | Raúl Ramírez      | Paolo Bertolucci Adriano Panatta  | 6–3, 3–6, 6–3  |
| 2.   | 1981 | Boston, USA           | Antuka  | Raúl Ramírez      | Hans Gildemeister Andrés Gómez    | 6–4, 7–6       |
| 3.   | 1982 | Ženeva, Itálie        | Koberec | Tomáš Šmíd        | Mike Cahill Buster Mottram        | 6–7, 7–5, 6–3  |
| 4.   | 1982 | Brusel, Belgie        | Tvrdý   | Sherwood Stewart  | Tracy Delatte Chris Dunk          | 6–4, 6–7, 7–5  |
| 5.   | 1982 | Madrid, Španělsko     | Antuka  | Tomáš Šmíd        | Heinz Günthardt Balázs Taróczy    | 6–1, 3–6, 9–7  |
| 6.   | 1982 | Hamburg, Německo      | Antuka  | Tomáš Šmíd        | Anders Järryd Hans Simonsson      | 6–4, 6–3       |
| 7.   | 1982 | Ženeva, Švýcarsko     | Antuka  | Tomáš Šmíd        | Carl Limberger Mike Myburg        | 6–4, 6–0       |
| 8.   | 1982 | Vídeň, Rakousko       | Koberec | Henri Leconte     | Mark Dickson Terry Moor           | 6–1, 7–6       |
| 9.   | 1982 | Dortmund, Německo     | Koberec | Tomáš Šmíd        | Mike Cahill Franciso González     | 6–2, 6–7, 6–1  |
| 10.  | 1982 | Toulouse, Francie     | Tvrdý   | Tomáš Šmíd        | Jean-Louis Haillet Yannick Noah   | 6–4, 6–4       |
| 11.  | 1983 | Richmond, USA         | Koberec | Tomáš Šmíd        | Fritz Buehning Brian Teacher      | 6–2, 6–4       |
| 12.  | 1983 | Delray Beach, USA     | Antuka  | Tomáš Šmíd        | Anand Amritraj Johan Kriek        | 7–6, 6–4       |
| 13.  | 1983 | Milán, Itálie         | Koberec | Tomáš Šmíd        | Fritz Buehning Peter Fleming      | 6–2, 5–7, 6–4  |
| 14.  | 1983 | Madrid, Španělsko     | ántuka  | Heinz Günthardt   | Markus Günthardt Zoltan Kuharszky | 6–3, 6–3       |
| 15.  | 1983 | Mnichov, Německo      | Antuka  | Chris Lewis       | Anders Järryd Tomáš Šmíd          | 6–4, 6–2       |
| 16.  | 1983 | Gstaad, Švýcarsko     | Antuka  | Tomáš Šmíd        | Colin Dowdeswell Wojciech Fibak   | 6–7, 6–4, 6–2  |
| 17.  | 1983 | Kitzbühel, Rakousko   | Antuka  | Wojciech Fibak    | Colin Dowdeswell Zoltan Kuharszky | 7–5, 6–2       |
| 18.  | 1983 | Basilej, Švýcarsko    | Tvrdý   | Tomáš Šmíd        | Stefan Edberg Florin Segărceanu   | 6–1, 3–6, 7–6  |
| 19.  | 1983 | Toulouse, Francie     | Tvrdý   | Heinz Günthardt   | Bernard Mitton Butch Walts        | 5–7, 7–5, 6–4  |
| 20.  | 1984 | Milán, Itálie         | Koberec | Tomáš Šmíd        | Kevin Curren Steve Denton         | 6–4, 6–3       |
| 21.  | 1984 | Washington, USA       | Antuka  | Ferdi Taygan      | Drew Gitlin Blaine Willenborg     | 7–6, 6–1       |
| 22.  | 1984 | Bordeaux, Francie     | Antuka  | Blaine Willenborg | Loïc Courteau Guy Forget          | 6–1, 6–4       |
| 23.  | 1984 | Barcelona, Španělsko  | Antuka  | Tomáš Šmíd        | Martín Jaite Víctor Pecci         | 6–2, 6–0       |
| 24.  | 1984 | Basilej, Švýcarsko    | Tvrdý   | Tomáš Šmíd        | Stefan Edberg Tim Wilkison        | 7–6, 6–2       |
| 25.  | 1984 | Treviso, Itálie       | Antuka  | Tim Wilkison      | Jan Gunnarsson Sherwood Stewart   | 6–2, 6–3       |
| 26.  | 1985 | Memphis, USA          | Koberec | Tomáš Šmíd        | Kevin Curren Steve Denton         | 1–6, 6–3, 6–4  |
| 27.  | 1985 | Rotterdam, Nizozemsko | Koberec | Tomáš Šmíd        | Vitas Gerulaitis Paul McNamee     | 6–4, 6–4       |
| 28.  | 1985 | Monte Carlo, Monako   | Antuka  | Tomáš Šmíd        | Šlomo Glickstein Šachar Perkiss   | 6–2, 6–3       |
| 29.  | 1985 | Nice, Francie         | Antuka  | Claudio Panatta   | Loïc Courteau Guy Forget          | 3–6, 6–3, 8–6  |
| 30.  | 1986 | Nice, Francie         | Antuka  | Jakob Hlasek      | Gary Donnelly Colin Dowdeswell    | 6–3, 4–6, 11–9 |
| 31.  | 1986 | Svatý Vincent, Itálie | Antuka  | Libor Pimek       | Charles Cox Michael Fancutt       | 6–3, 6–3       |